# Лятото на Гъбелко
„Лятото на Гъбелко“ е българска компютърна-анимационна поредица през периода 2003 – 2007 г., излъчвало се е по Канал 1. Анимацията се състои от 10 епизода. Режисиран е от Даниел Чалъков, по сценариий на Свилен Иванов. Музиката е композирана от МАГА. Героите от „Лятото на Гъбелко“ са включени в началната и крайната мелодия на „Лека нощ, деца“.

## Сюжет
Гъбелко прекарва лятната ваканция в Билибон при баба си и дядо си. В първия епизод Гъбелко написва писмо на майка си и иска да го пусне в пощата, но вятъра го издухва. По-късно се запознава и се сприятелява с Фифи, Пачо, Хоби, Дони, Пък и Скито. Преживяват страхотни приключения.

## Епизоди
| Номер | Заглавие на епизода       | Премиера            |
| ----- | ------------------------- | ------------------- |
| 1     | „Нови приятели“           | 24 декември 2003 г. |
| 2     | „Рожден ден“              | 2005 г.             |
| 3     | „Балонът“                 | 2005 г.             |
| 4     | „Големият камък“          | 2005 г.             |
| 5     | „Най-голямото съкровище“  | 2007 г.             |
| 6     | „Къщата до старото дърво“ | 2007 г.             |
| 7     | „Фифи отново лети“        | 2007 г.             |
| 8     | „Защо Хоби не боледува“   | 2007 г.             |
| 9     | „Пътешествие с къща“      | 2007 г.             |
| 10    | „Лунапарк“                | 2007 г.             |

## Състав

### Актьори
| Роля           | Изпълнител           |
| -------------- | -------------------- |
| Гъбелко        | Елена Русалиева      |
| Пачо           | Светослав Добрев     |
| Фифи Разказвач | Васил Бинев          |
| Скито Пък      | Силвия Лулчева       |
| Хоби           | Георги Георгиев-Гого |
| Дони           | Борис Чернев         |

### Екип
| Режисьор                          | Даниел Чалъков |
| Сценарий                          | Свилен Иванов |
| Оператор                          | Станислав Йовков |
| Художник                          | Калоян Начев |
| Музика                            | МАГА |
| Художници на героите Сториборд    | Даниел Чалъков Калоян Начев |
| Декори                            | Даниел Чалъков Калоян Начев Петко Якимов Велин Величков Петър Бакалов Петър Попдонев Олег Топалов |
| Лейаут                            | Даниел Чалъков Ивайло Сеферов Калоян Начев |
| Аниматори                         | Даниел Чалъков Петър Чалъков Станислав Йовков Велин Величков Петко Якимов Калоян Начев Петър Попдонев Радо Бакалов Мирослава Янкова Олег Топалов Цвети Саркисян Петър Даскалов Мирослава Янкова Силвия Димитрова Найден Николов Радо Бакалов |
| Осветление                        | Даниел Чалъков Калоян Начев Петко Якимов Иван Трингов Велин Величков Станислав Йовков Петър Попдонев Петър Чалъков |
| Пост-продукция и специални ефекти | Калоян Начев Петър Чалъков Велин Величков Иван Трингов Петър Попдонев |
| Техническа поддръжка              | Стефан Качаунов |
| Звук                              | Блек Пепърс Студио Про Екс |
| Звуков дизайн и ефекти            | Иван Иванов-Яко |
| Консултант по звука               | Кирил Петрушев-Бъсти |
| Музикални редактори               | Иван Иванов-Яко Димо Стоянов |
| Селекционна комисия               | Невяна Ушева Илия Костов Никола Рударов Асен Георгиев Ценко Минкин |
| Продуцентски екип ЦТФТ и ТВФП     | Мария Пеева Борил Мечков |
| Делегиран продуцент               | Илия Костов (2003) Николай Николов (2005 – 2007) |
| Изпълнителен продуценти           | Креатвиен Център ООД Калоян Начев |
| Distributed by                    | БНТ /Copyright © 2003 – 2007/ |